# Miguel Ángel Castillo Maldonado
Miguel Ángel Castillo Maldonado (San Salvador, El Salvador 29 de septiembre de 1915 - San Salvador, El Salvador 28 de diciembre de 1967) fue un militar salvadoreño, con rango de teniente coronel, que fue miembro y presidente de la Junta de Gobierno (que gobernó El Salvador del 26 de octubre de 1960 al 25 de enero de 1961).

## Biografía
Miguel Ángel Castillo Maldonado nació en la ciudad de San Salvador el 29 de septiembre de 1915, era hijo de Rafael Castillo Ávalos y Clotilde Maldonado; y tendría el sobrenombre de "El Cuche". Contraería matrimonio con Laura Vaquerano Romero, con quien engendraría 5 hijos.
Se dedicaría a la carrera de las armas; graduándose de la escuela militar, con el rango de Subteniente, en la cuarta promoción de esa escuela (en su cuarta época) el 20 de octubre de 1933.
En 1948, teniendo rango de mayor y un sueldo de 600 colones, participaría en el golpe de Estado del 14 de diciembre (conocido como el golpe de los Mayores) que depuso al presidente Salvador Castaneda Castro. Más adelante, se desempeñaría como director general de telecomunicaciones, durante el gobierno del Consejo de Gobierno Revolucionario y la presidencia del teniente coronel Óscar Osorio. Mientras fungía ese cargo, del 7 al 10 de octubre de 1953, participó en el primer congreso internacional de Comunicaciones en Génova (Italia), junto con el cónsul general en Italia capitán Pedro Andrés Iraheta, y su asesor José von beck.
Retornaría a El Salvador donde, durante la presidencia de José María Lemus (de quien era compadre), y teniendo ya el rango de teniente coronel, sería comandante de la Policía de Hacienda, unos de los 3 cuerpos de seguridad que además estaban adscritos a la fuerza armada.
El 26 de octubre de 1960 participaría en el golpe de Estado al gobierno de José María Lemus, que es conocido como el "Madrugón de los compadres", en el que el expresidente Osorio tendría un papel decisivo en planificación. En ese golpe, el presidente Lemus sería arrestado en su vivienda en la mañana y sería trasladado al cuartel de la Policía de Hacienda para luego ser exiliado a Costa Rica; acto seguido se conformaría la Junta de gobierno con tres civiles y tres militares, siendo Castillo uno de ellos.
Castillo sería el presidente de la Junta y comandante de las fuerzas armadas. Sin embargo, 92 días después, el 25 de enero de 1961, se sucitaría el golpe de Estado conocido como "de los Maquis", que fue dirigido por mayores de derecha que consideraban que había una tendencia a la izquierda radical en las decisiones de la junta; debido a ello sus miembros serían capturados y exiliados, y en su lugar se conformaría el Directorio Cívico-Militar (que estaría dirigido por el coronel Aníbal Portillo).
En 1962, el presidente Julio Adalberto Rivera permitiría el regreso de los exiliados, incluyendo los antiguos miembros de la Junta. Posteriormente, Castillo se retiraría a la vida privada, siendo pensionado por el ejército; fallecería en San Salvador el 28 de diciembre de 1967.